# La trayectoria (álbum de Luny Tunes)
La Trayectoria es una compilación de 42 pistas en doble disco de las producciones de Luny Tunes en el género de reggaeton lanzada el 22 de junio de 2004. 
El álbum incluye canciones de diferentes producciones de Luny Tunes, incluidos éxitos de algunos de los artistas más conocidos del reggaeton de principios a mediados de la década de 2000, como Tego Calderón, Daddy Yankee, Don Omar, Wisin & Yandel, Zion & Lennox, Baby Ranks, y otros.
En Allmusic, la reseña lo describió como "un álbum sobresaliente que ofrece calidad y cantidad: un CD de inicio perfecto y asequible para los neófitos". El álbum fue certificado doble platino por la RIAA.

## Listado de canciones
Disco 1
1. Amor (Baby Ranks, José Ángel Saavedra)
2. Dime (Joan y O'Neill)
3. Tus Ojos (Nicky Jam)
4. Presión (Wibal & Alex)
5. Perdón (O'Neill)
6. Estuve Contigo (Joan)
7. Lo Mío (Yo-Seph "El Único")
8. Búscame (Varón)
9. Entre Tú y Yo (Don Omar)
10. Míralos (Don Omar)
11. Esta Noche Hay Pelea (Wisin)
12. Bandida (Zion y Lennox)
13. Desafío (Tempo, Tego Calderón, Don Omar, Alexis, Wisin & Yandel)
14. Aquí Está Tu Caldo (Daddy Yankee)
15. Al Natural (Tego Calderón)
16. Guáyale El Mahón (Yandel)
17. Ya Estoy Llegando (Divino)
18. Los Pistoleros (Wisin & Yandel)
19. Si Te Pongo Mal (Héctor y Tito)
20. Los Anormales (Divino & Daddy Yankee)
21. Métele Sazón (Tego Calderón)

Disco 2
1. Dale Don Dale (Don Omar)
2. Motívate Baby (Baby Ranks)
3. En La Disco Bailoteo (Wisin & Yandel)
4. Si Tú Me Calientas (Yaga & Mackie)
5. Puedo Con Todos (Don Omar)
6. En Tensión (Zion & Lennox)
7. Chica Ven (Plan B)
8. Te Quiero Ver (Baby Rasta & Gringo)
9. Pasto y Pelea (Don Omar)
10. Villana (Héctor y Tito)
11. Vamos Pa' La Disco (Las Guanábanas)
12. Quiero (Zion & Lennox)
13. Métele Con Candela (Daddy Yankee)
14. Báilalo Como Tú Quieras (Tego Calderón)
15. Maulla (Yaga & Mackie)
16. Di Ho (Yandel)
17. Cae La Noche (Héctor y Tito)
18. Quiero Saber (Ivy Queen & Gran Omar)
19. Cazando Voy (Angel & Khriz)
20. Aventura (Wisin & Yandel)
21. Bailando Provocas (Clan Trébol)

## Listas
| Listas (2004/2005)               | Posición más alta |
| -------------------------------- | ----------------- |
| U.S. Billboard Top Heatseekers   | 16                |
| U.S. Billboard Top Latin Albums  | 7                 |
| U.S. Billboard Top Reggae Albums | 7                 |

## Ventas y certificaciones
| Listas (2004/2005)    | Certificación | Ventas certificadas |
| --------------------- | ------------- | ------------------- |
| RIAA (Estados Unidos) | 2x Platinum   | 200,000^            |